# Херман IV фон Зулц
Херман IV (III) фон Зулц (на немски: Hermann IV (III) von Sulz; † между 15 юли 1308 и 10 септември 1311) от графския род фон Зулц, е граф на Зулц в Баар.

## Произход и наследство
Той е син на граф Алвиг VI фон Зулц († ок. 1236/сл. 1240) и съпругата му фон Вартенберг или Хедвиг фон Хабсбург († 1250), дъщеря на граф Албрехт IV „Мъдрия“ фон Хабсбург († 1240) и Хедвиг фон Кибург († 1260). Майка му е сестра на римско-немския крал Рудолф I († 1291).
Членове на фамилията са от преди 1300 г. дворцови съдии в Ротвайл. През 1360 г. графовете на Зулц получават наследствената служба съдия на императорския дворцов съд в Ротвайл до изчезването на фамилията през 1687 г.

## Фамилия
Първи брак: с жена с неизвестно име и има децата:
- Херман V (IV) фон Зулц († ок. 10 септември 1311), граф на Зулц, женен на 21 май 1302 г. за Елизабет фон Фробург († сл. 1327), дъщеря на граф Хартман фон Фробург († 1281/1285) и Ита фон Волхузен († сл. 1299). Елизабет фон Фробург е внучка на граф Лудвиг III фон Фробург († 1256/1259) и Гертруда фон Хабсбург († сл. 1241).
- Бертхолд III фон Зулц († 14 юли 1346), граф на Зулц, женен ок. 1326 г. за Аделхайд фон Шварценберг († 1325/сл. 1349), дъщеря на Хайнрих фон Шварценберг  († 1327) и Анна фон Юзенберг († сл. 1306)
- Вьолфели фон Зулц († сл. 1311)
- Хайнрих фон Зулц († сл. 1339)
- Анна фон Зулц († сл. 14 февруари 1359)

Втори брак: пр. 6 септември 1280 г. с Ита фон Волхузен († сл. 1299), вдовица на граф Хартман фон Фробург († 1281/1285), дъщеря на Маркварт III фон Волхузен († 1282?) и Аделхайд († сл. 1287). Бракът е бездетен.